# Дитячий майданчик

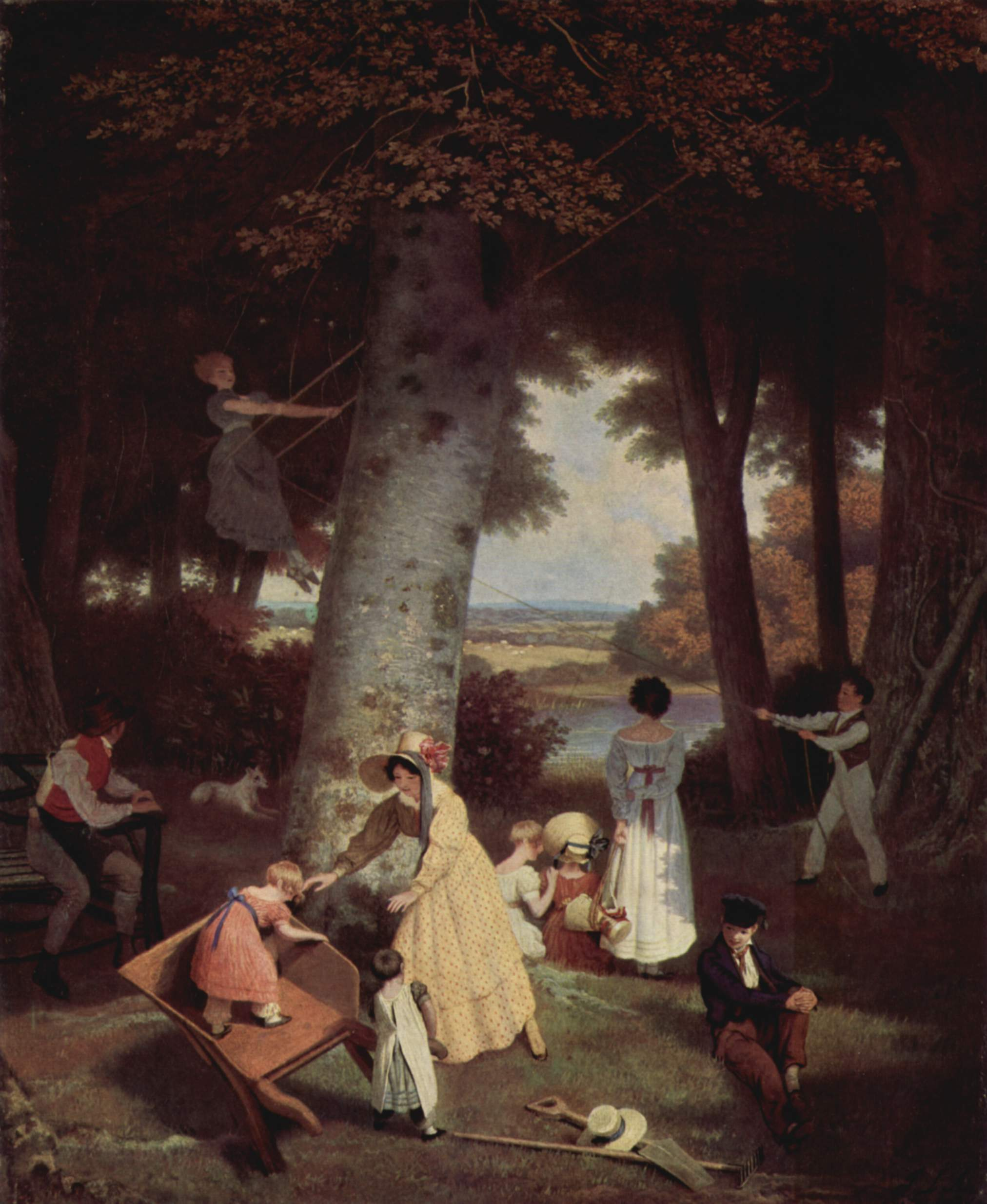
Жак-Лоран Агас. Дитячий майданчик (1830)

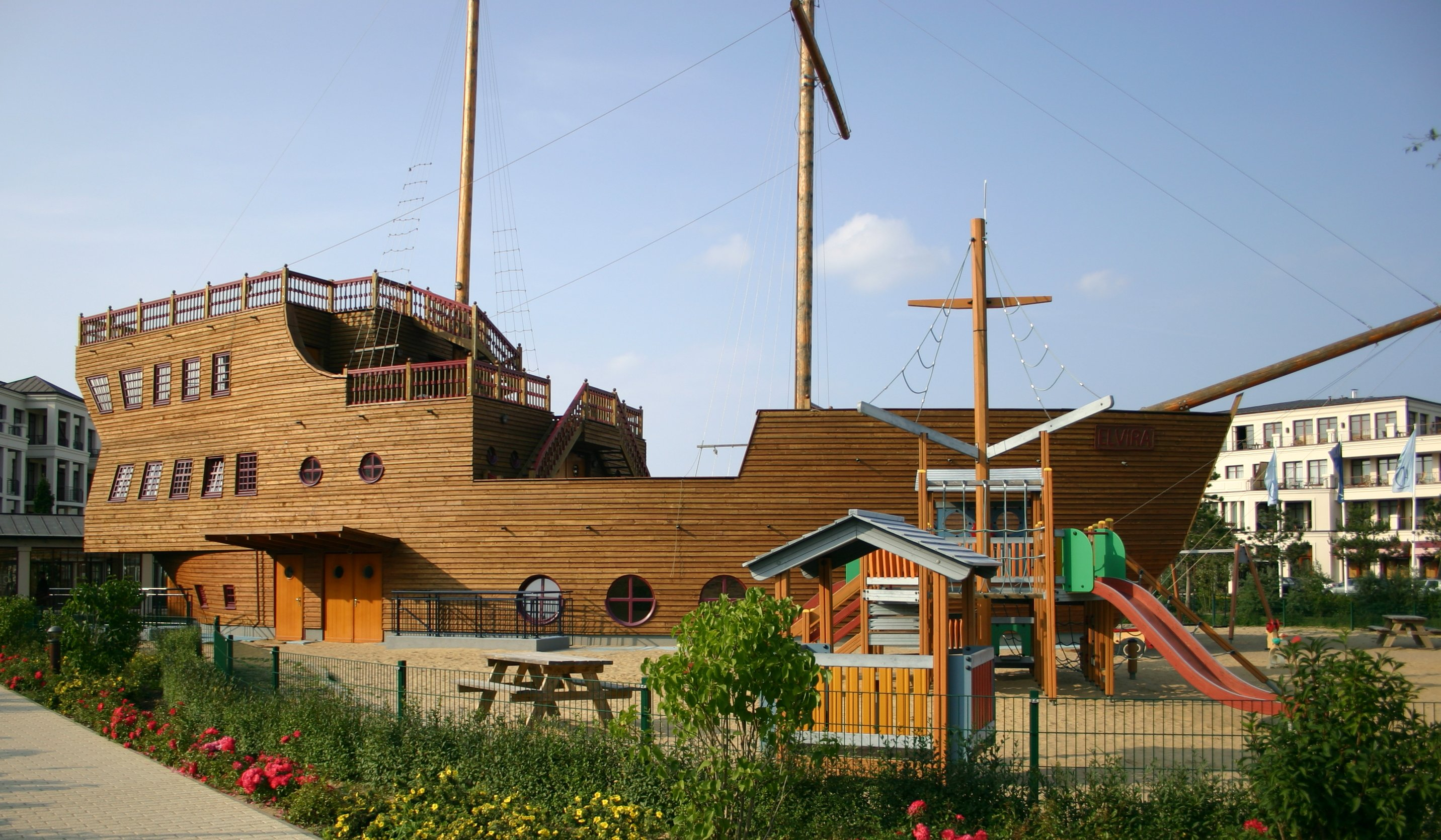
Дитячий майданчик у Ростоку, Німеччина

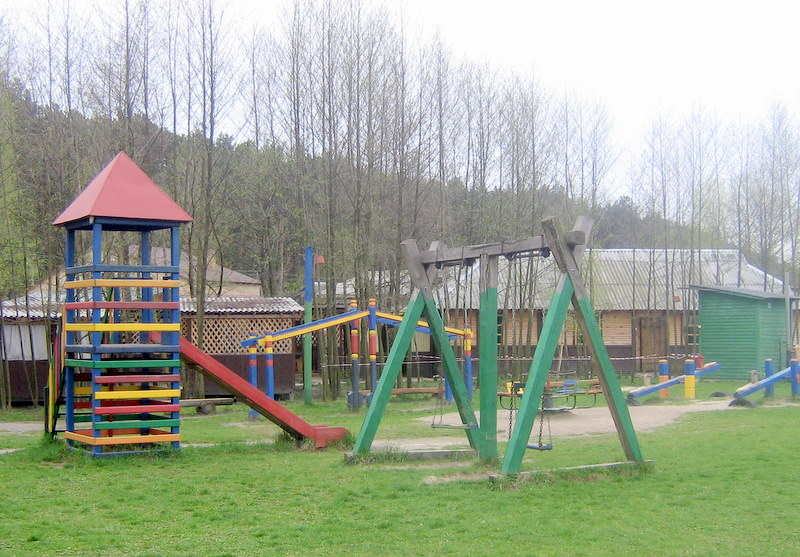
Майданчик на Ясногородській страусиній фермі

Дитя́чий майда́нчик — спеціально обладнане місце в саду, парку для ігор дітей. Обладнаний пісочницями, тіньовими грибками, гойдалками, драбинками, гірками тощо. Територія, на якій розташовані елементи дитячого вуличного ігрового обладнання з метою організації змістовного дозвілля.
Початком історії дитячих майданчиків вважають створення в 1583 році парку «Бакен» у Данії У 1830 р. дитячий майданчик був представлений на однойменній картині швейцарського художника Жака-Лорана Агаса. У Німеччині останньої третини ХІХ ст. на зміну індивідуальному, аристократичному вихованню прийшли демократичні, гігієнічні та «гуманні» дитячі заклади, при них і з’являються перші «закриті» дитячі майданчики для ігор з тренажерами.
Перший «відкритий» дитячий майданчик був побудований у парку Манчестера у Англії в 1859 р. (рис. А.2.3:4), а у 1887 р. відкривається перший дитячий майданчик у США (Сан-Франциско), в 1897 — в Японії, згодом — в інших країнах.З 1906 р. дитячі майданчики з’являються в Російській імперії, їхнім поширенням займалася організація «Дитяча праця і відпочинок». На українських землях стихійні дитячі майданчики влаштовувались при ярмарках минулих століть. 
В Україні дитячі майданчики були відкриті для дітей до кінця березня 2020. З 22 березня в Києві, а з 2 квітня по всій Україні користування дитячими майданчиками було заборонено через пандемію COVID-19.

## Галерея

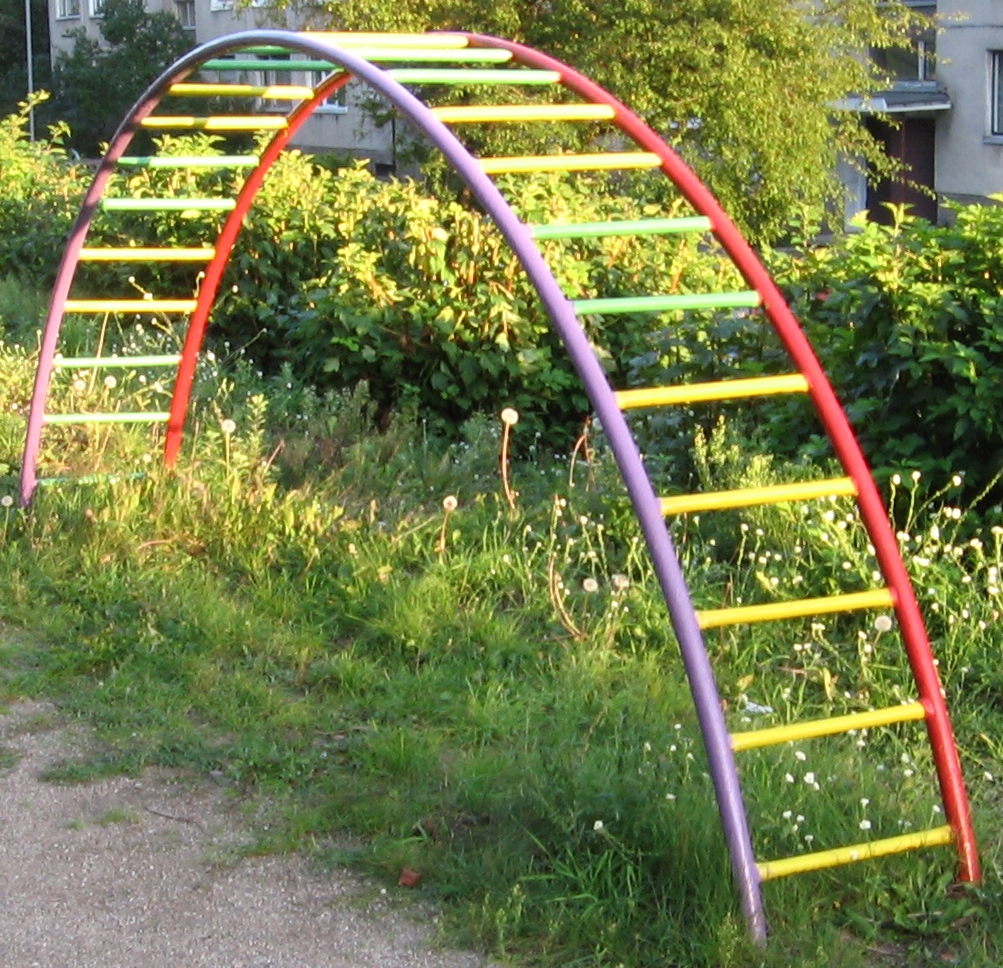
Місток
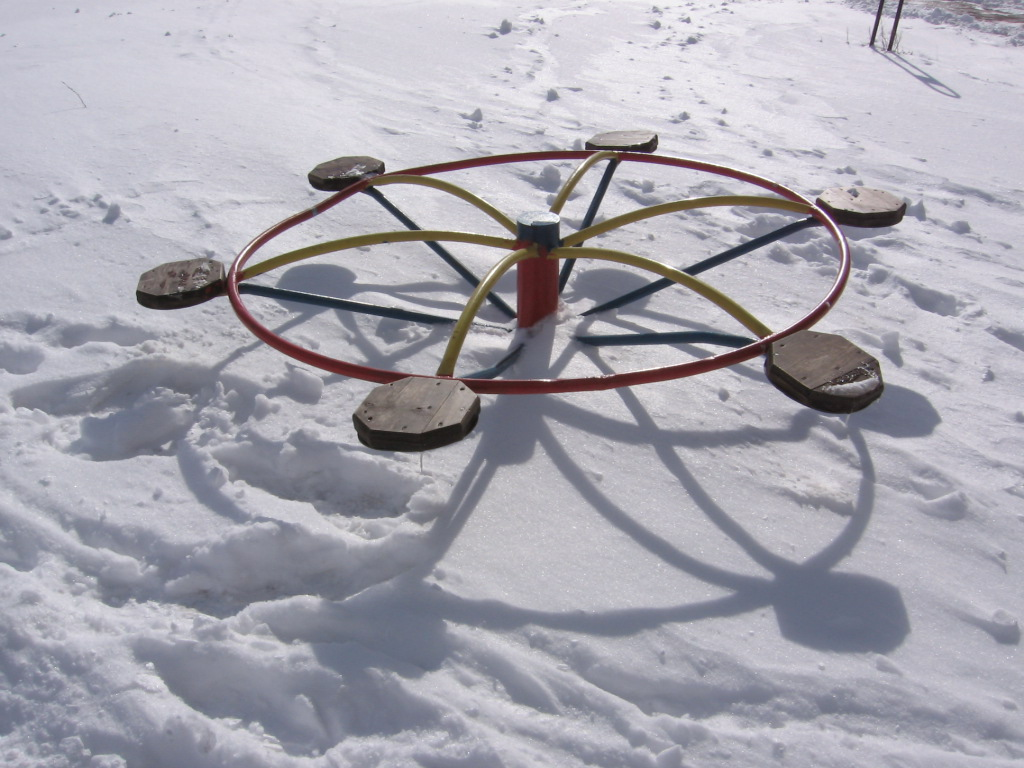
Карусель
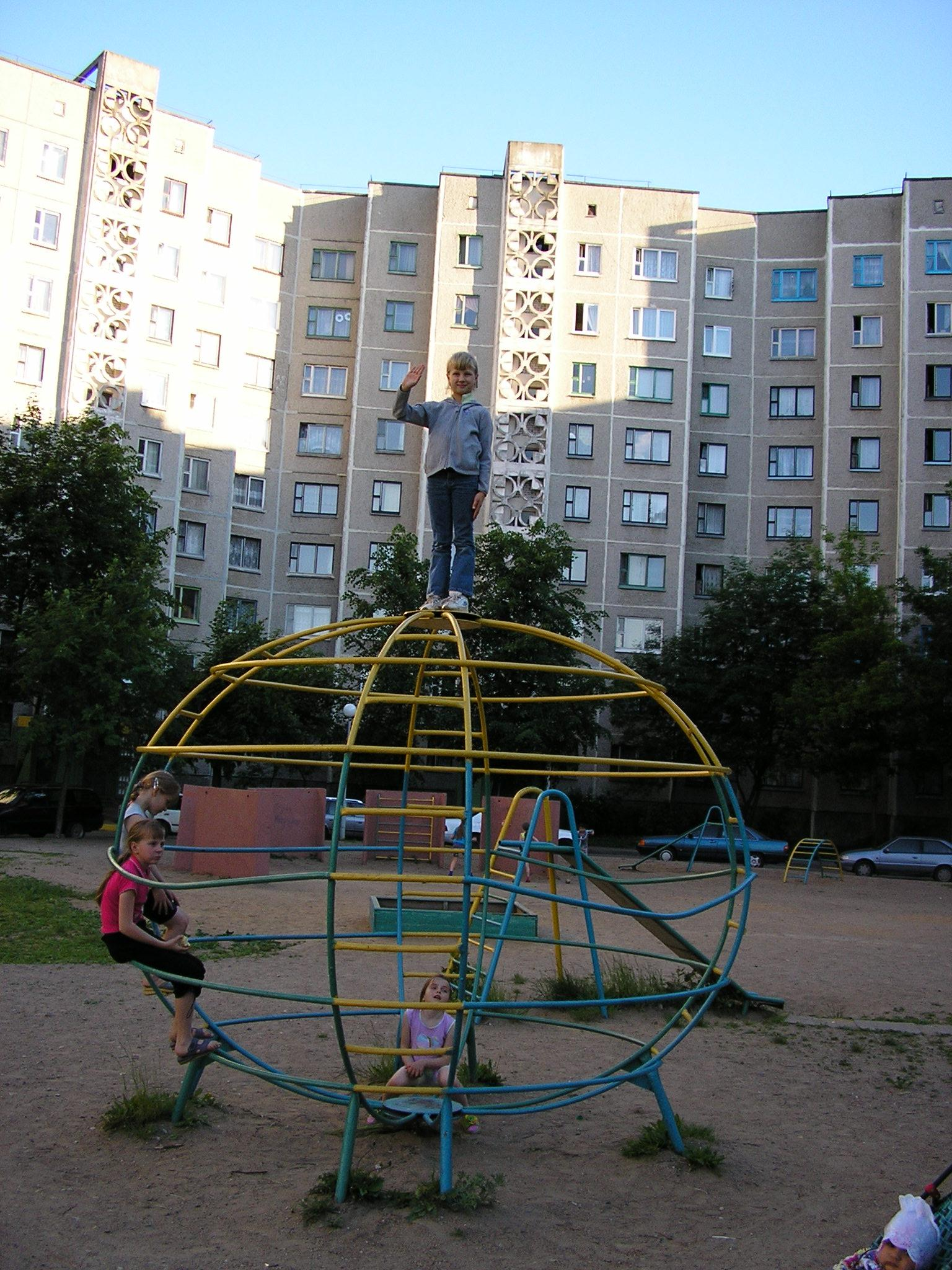
Дворовий майданчик
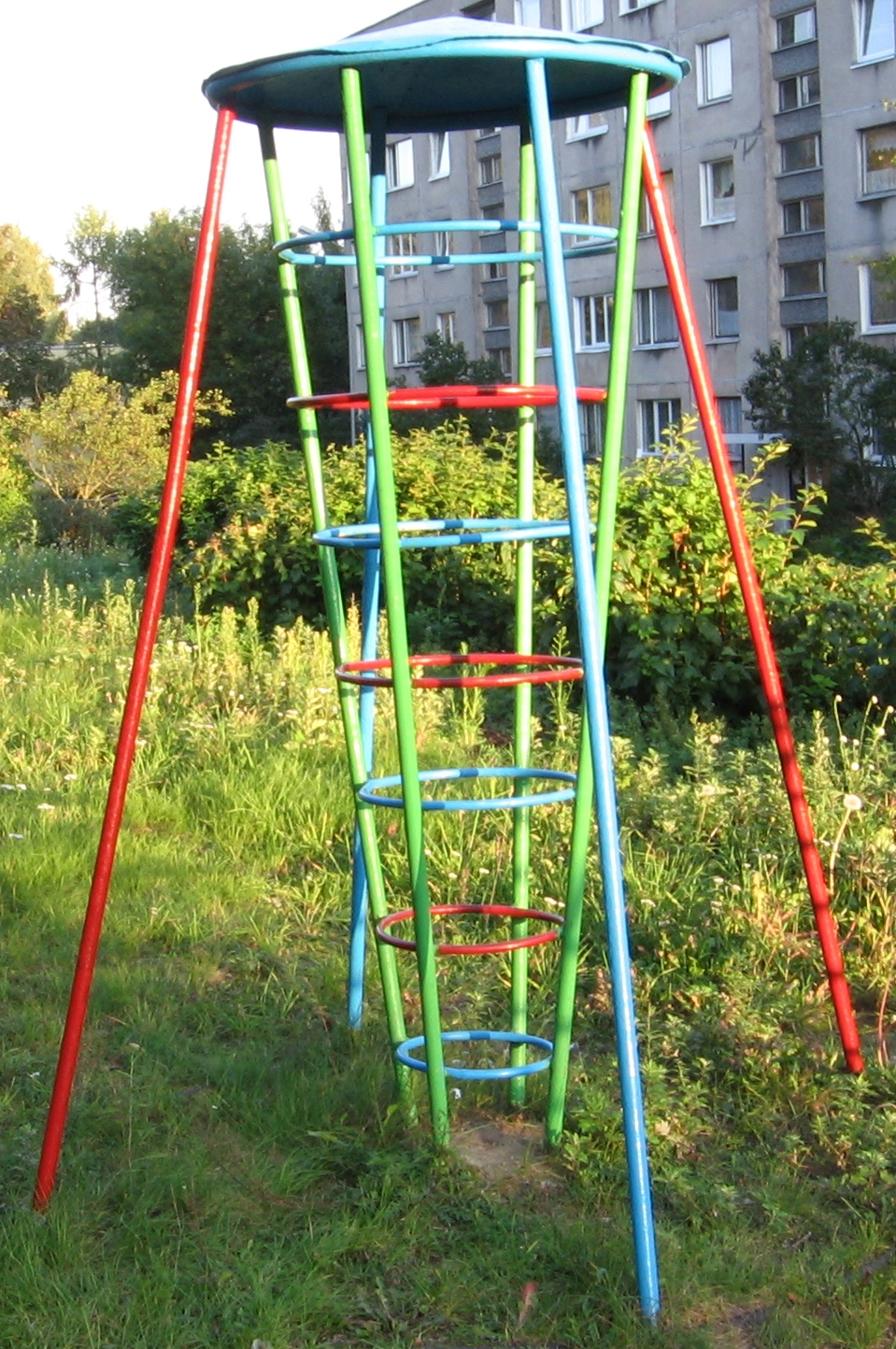
Ракета
Дитячий корабель на ігровому майданчику (Васильків).

Дитячі майданчики після заборони користування, квітень 2020
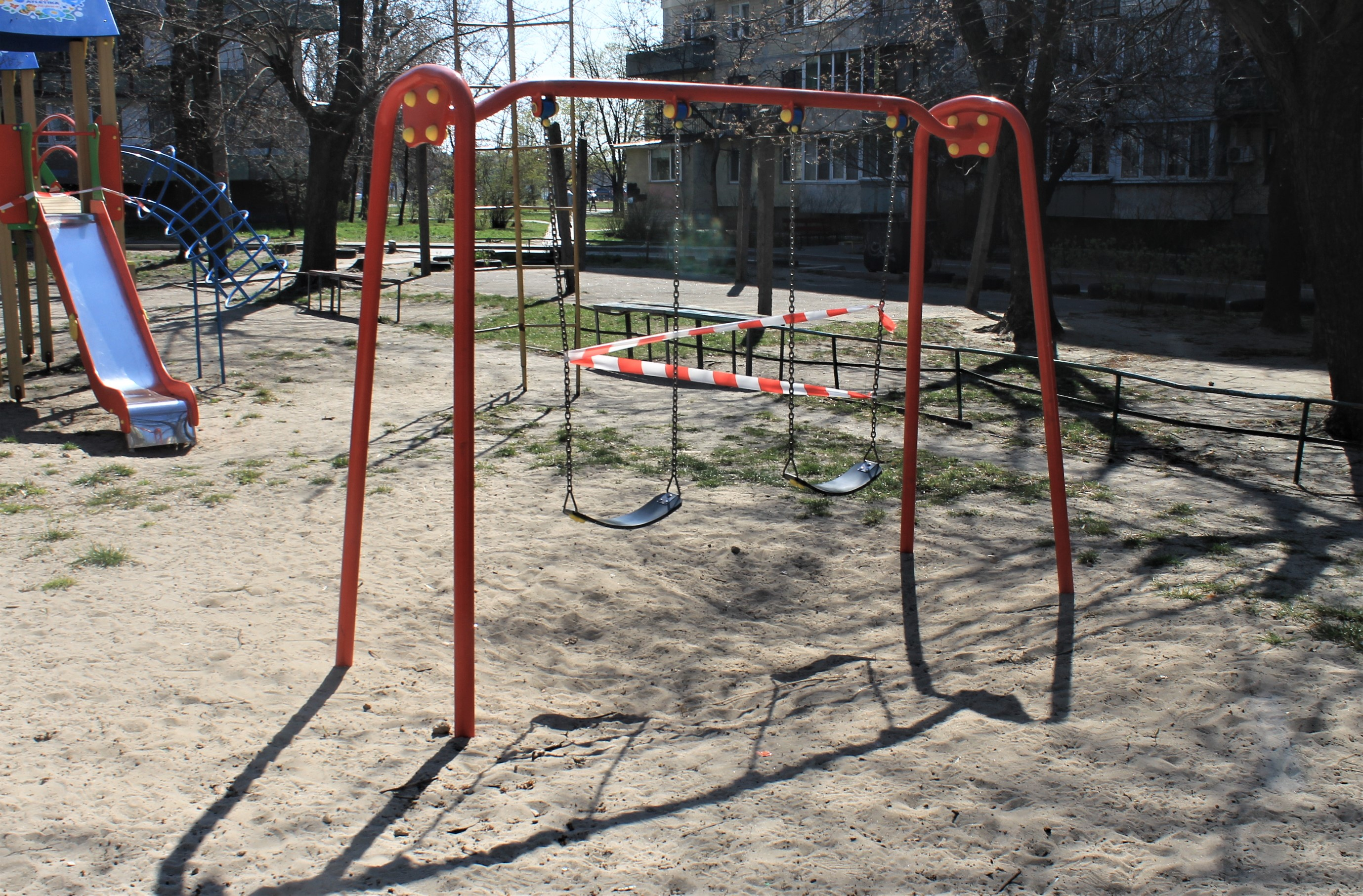
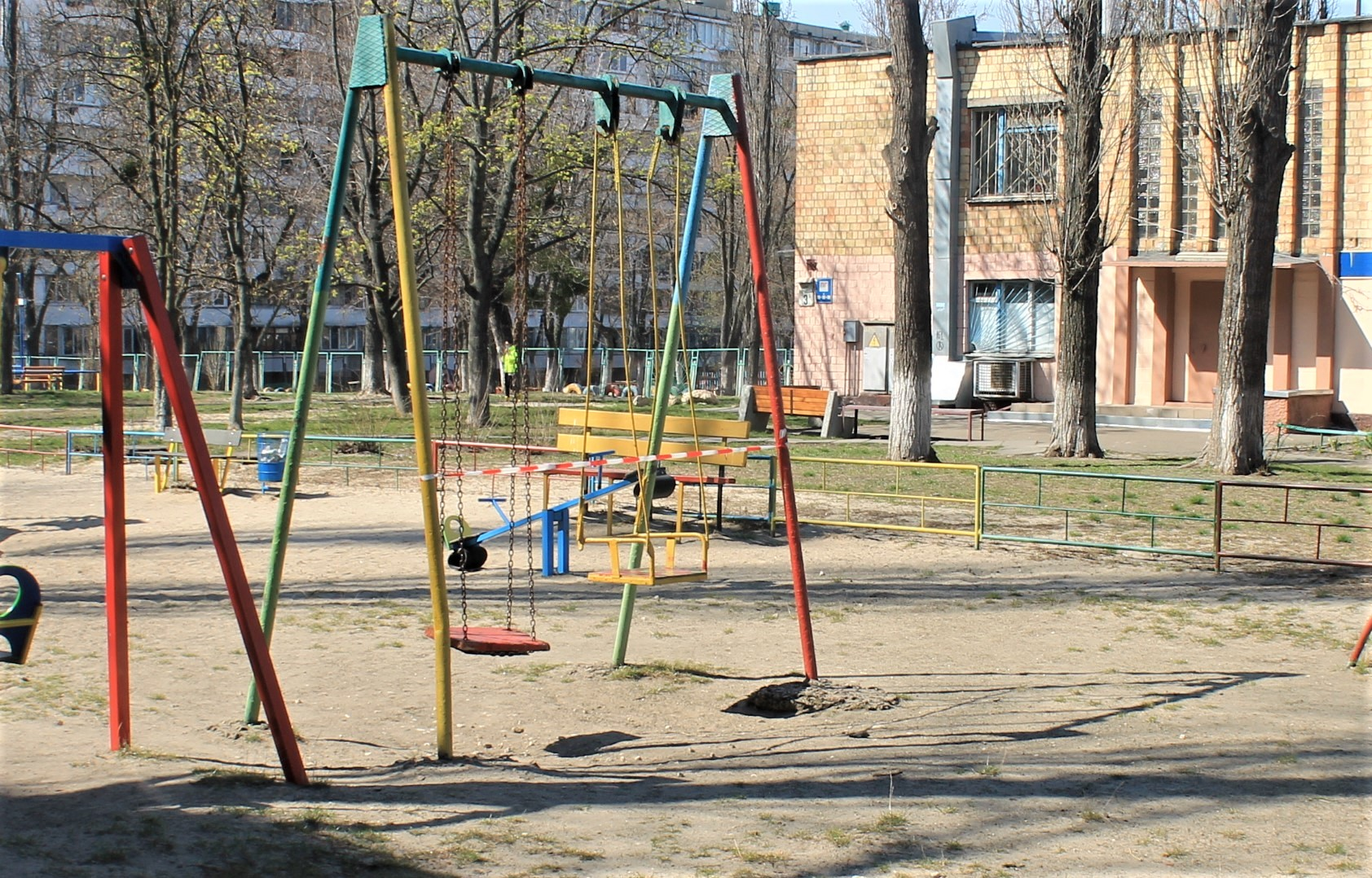
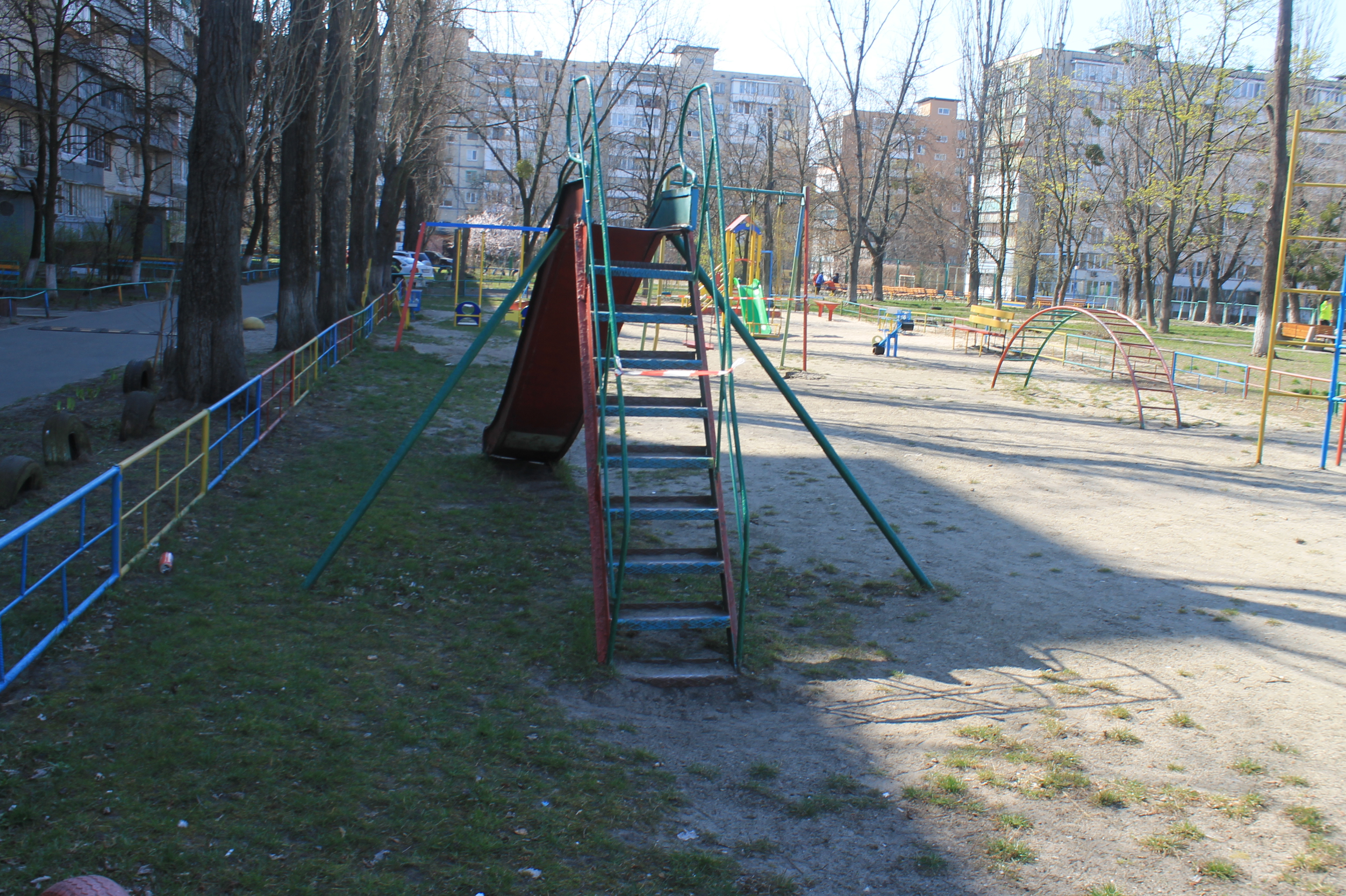
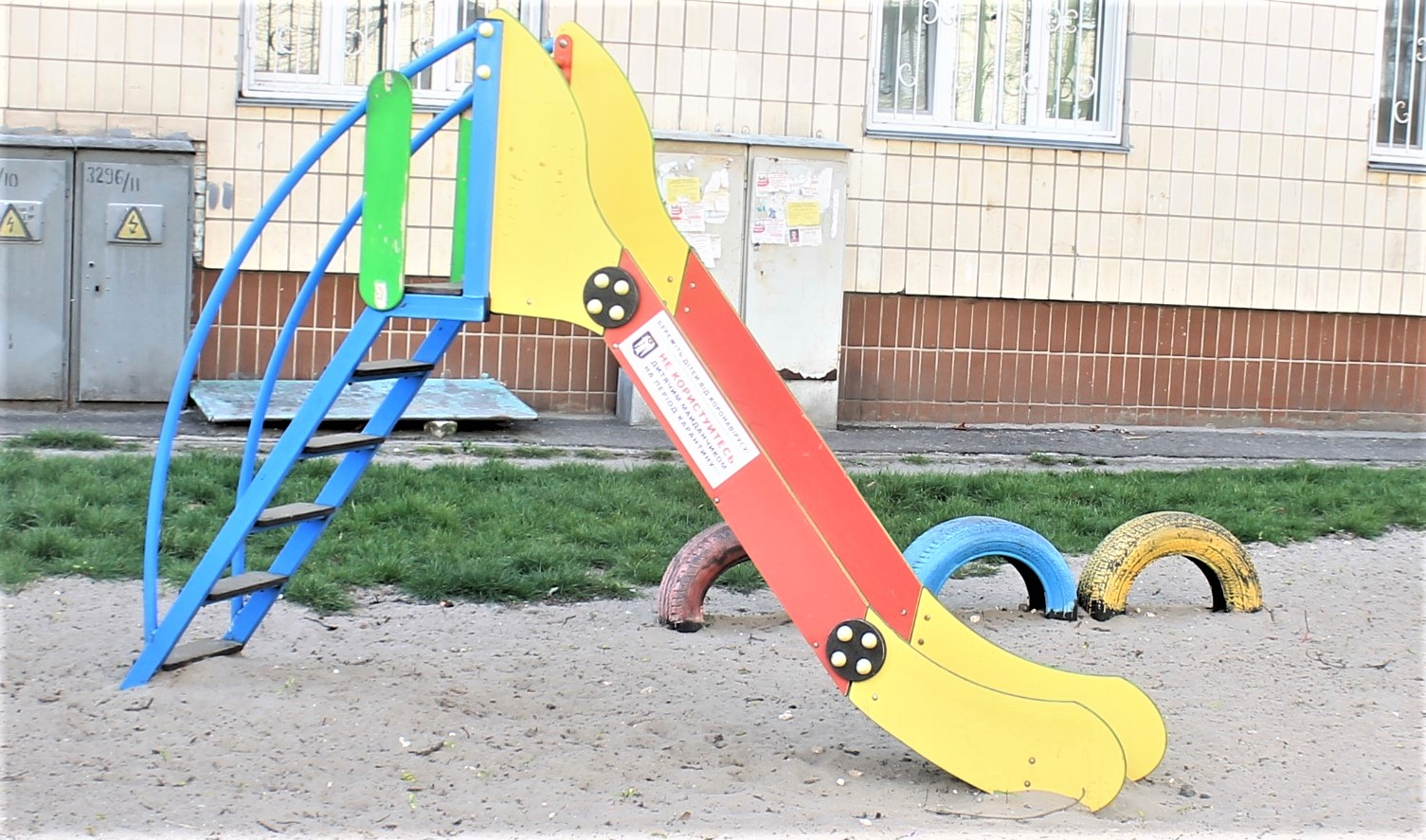
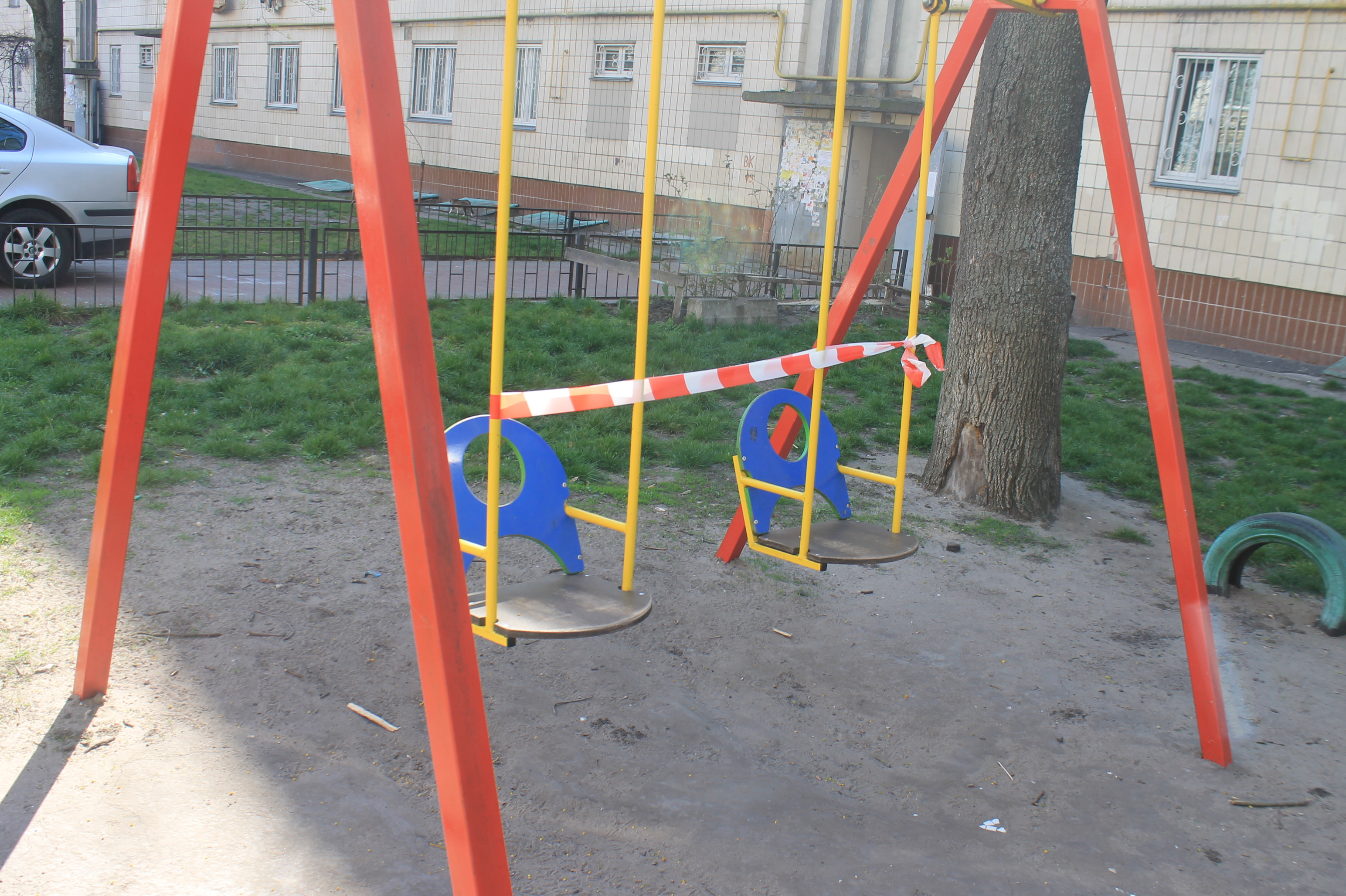
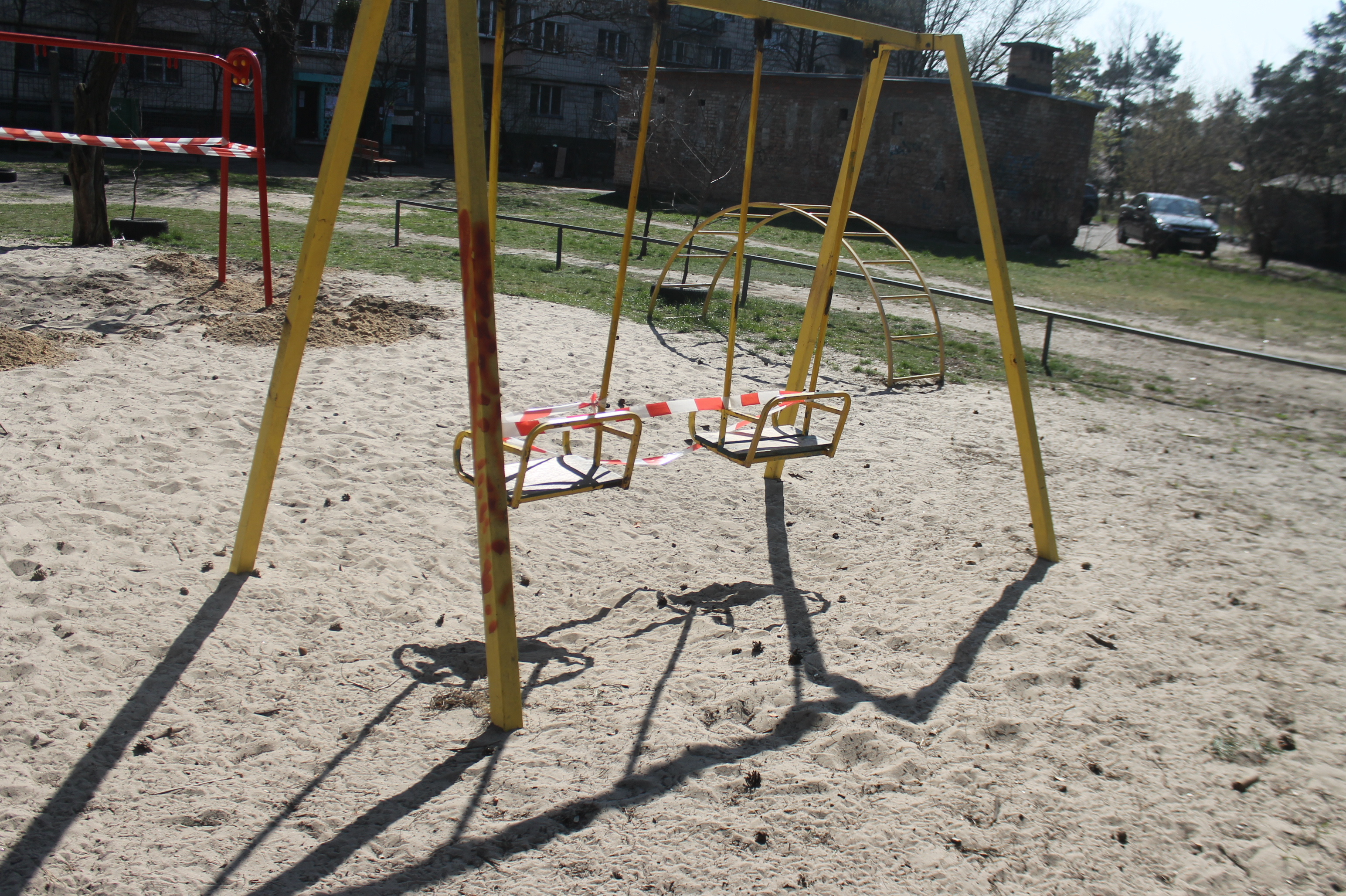
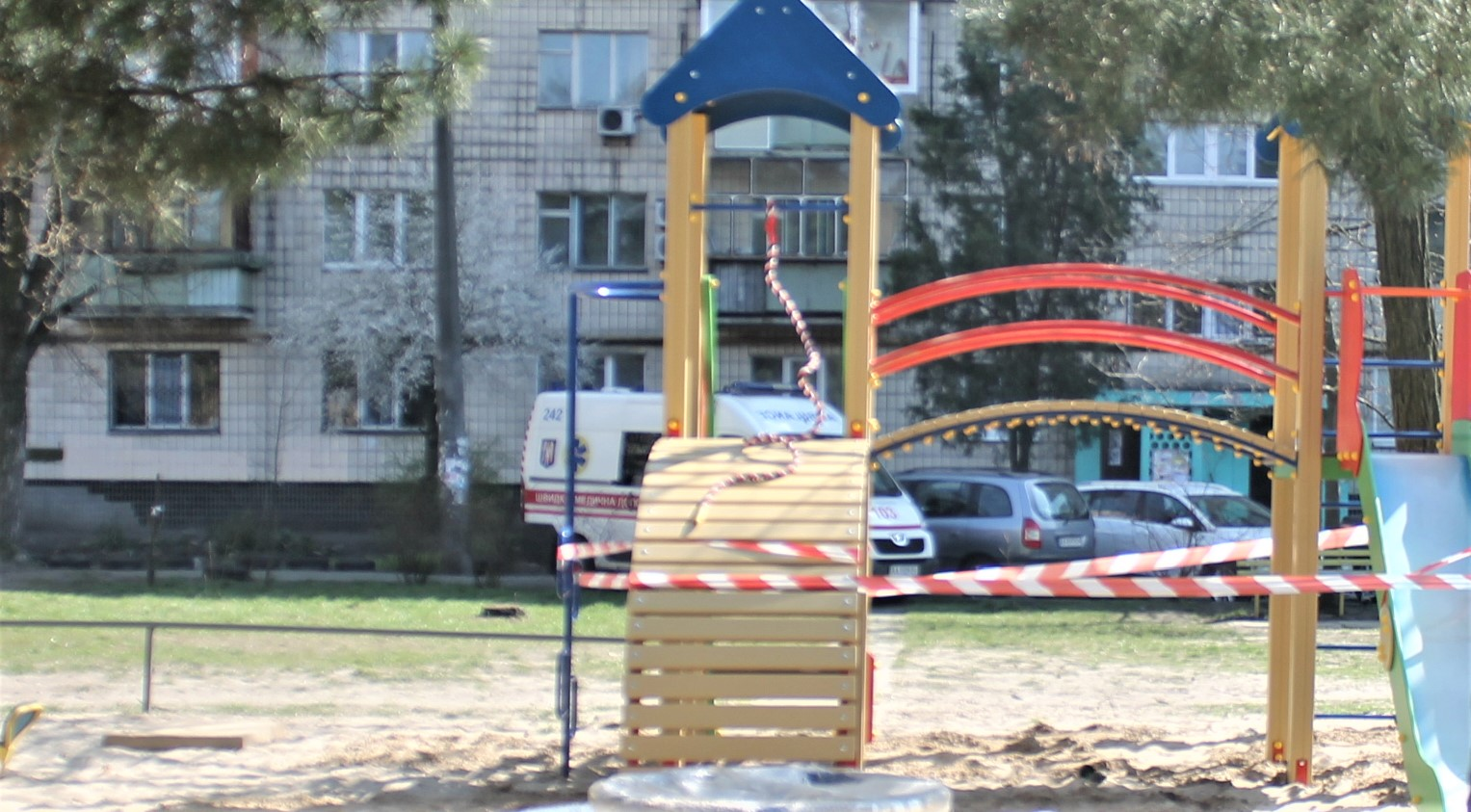
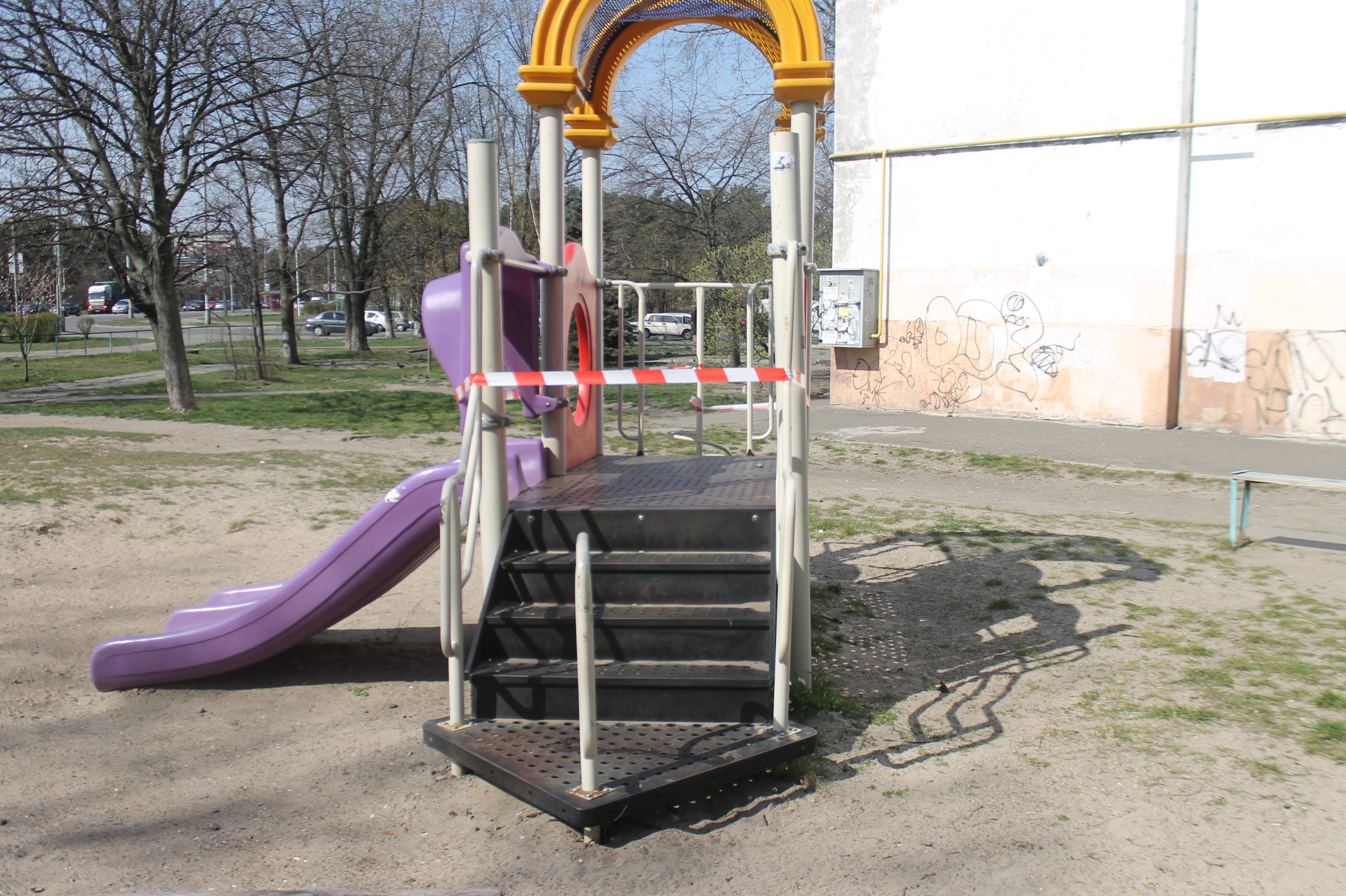